# Lithobates septentrionalis
Lithobates septentrionalis är en groddjursart som först beskrevs av Baird 1854.  Lithobates septentrionalis ingår i släktet Lithobates och familjen egentliga grodor. IUCN kategoriserar arten globalt som livskraftig. Inga underarter finns listade i Catalogue of Life.
Denna groda når en längd av 48 till 76 mm. Grundfärgen på ovansidan varierar mellan grön, olivgrön eller brun och den finns ett mönster av oregelbundna fläckar. Även på bakbenens ovansida förekommer mörka strimmor eller fläckar. Alla tår på bakfoten är sammanlänkade med simhud. Den ovala membranen bakom örat är hos hanar större. Dessutom har hanar en gul strupe medan honor har en vit eller blek gul strupe. Grodynglen liknar i färgsättningen de vuxna djuren.
Utbredningsområdet ligger i nordöstra Nordamerika. Det sträcker sig från sydöstra Manitoba (Kanada) till Labradorhalvön och från Minnesota (USA) samt Michigan till Maine och New Brunswick. Habitatet utgörs av våtmarker och av andra regioner med insjöar eller dammar.
Individerna sitter ofta på vattenväxter. De övervintrar i vattnet. Äggens och grodynglens utveckling sker i insjöar. De vuxna exemplaren har olika vattenlevande smådjur som spindlar, sniglar, trollsländor och skalbaggar som föda. Grodynglen livnär sig av alger. Fortplantningen sker mellan senare maj och augusti. Honan lägger 500 till 4000 ägg per tillfälle som befruktas av hanen. Äggen kan sedan flyta till sjöns botten. Grodynglen lever ett år innan metamorfosen börjar. Honor blir två år senare könsmogna och hanar kan fortplanta sig efter ett år.